# 隆富县
隆富县是越南朔庄省下辖的一个县。

## 地理
隆富县西接朔庄市和周城县，西北接计册县，东北接岣崂榕县，南接镇夷县。

## 历史
2009年12月23日，历会上社析置历会上市镇，中平社和大恩二社析置镇夷市镇；以历会上社、中平社、大恩二社、辽绣社、历会上市镇、镇夷市镇2市镇4社和美川县5社析置镇夷县；隆富县仍辖隆富市镇、隆富社、新兴社、新盛社、长庆社、厚盛社、大义社、双凤社、隆德社、周庆社、富有社1市镇10社。
2011年8月25日，大义社改制为大义市镇。

## 行政区划
隆富县下辖2市镇9社，县莅隆富市镇。
- 隆富市镇（Thị trấn Long Phú）
- 大义市镇（Thị trấn Đại Ngãi）
- 周庆社（Xã Châu Khánh）
- 厚盛社（Xã Hậu Thạnh）
- 隆德社（Xã Long Đức）
- 隆富社（Xã Long Phú）
- 富有社（Xã Phú Hữu）
- 双凤社（Xã Song Phụng）
- 新兴社（Xã Tân Hưng）
- 新盛社（Xã Tân Thạnh）
- 长庆社（Xã Trường Khánh）